# Ouvrage de Coume
L'ouvrage de Coume est un ouvrage fortifié de la ligne Maginot, situé sur la commune de Coume, dans le département de la Moselle.
C'est un petit ouvrage d'infanterie, comptant deux blocs. Construit à partir de 1931, il a été épargné par les combats de juin 1940.

## Position sur la ligne
Faisant partie du sous-secteur de Narbéfontaine dans le secteur fortifié de Boulay, l'ouvrage de Coume, portant l'indicatif A 31, est intégré à la « ligne principale de résistance » entre les ouvrages de l'Annexe Nord de Coume (A 30) au nord-ouest et de l'Annexe Sud de Coume (A 32) au sud, à portée de tir des canons de la casemate RFM du Bois d'Ottonville (BCa 1).
L'ouvrage est installé à la lisière nord du bois de Coume.

## Description
L'ouvrage est composé en surface de deux blocs de combat, mais la galerie devant relier les blocs a été seulement amorcée.
L'ouvrage devait être selon les premiers projets un gros ouvrage d'artillerie à douze blocs.
Le bloc 1 est une casemate d'infanterie flanquant vers le nord, armé avec un créneau mixte pour JM/AC 47 (jumelage de mitrailleuses et canon antichar de 47 mm), un autre créneau pour JM et deux cloches GFM (guetteur fusil mitrailleur).
Le bloc 2 est une casemate d'infanterie flanquant vers le sud, avec un créneau mixte pour JM/AC 47, un autre créneau pour JM, une tourelle de mitrailleuses et une cloche GFM.

## Histoire
L'ouvrage de Coume était inachevé, le souterrain qui devait relier ses deux blocs n'étant pas encore construit. Chaque bloc était occupé par une cinquantaine d'hommes issus du 160e RIF. Le bloc 1 est commandé par le sous-lieutenant Rubini et le bloc 2 par le lieutenant Soubrier.
Lorsque l'armistice du 22 juin 1940 est signé, l'ouvrage n'est pas encore tombé entre les mains de l'ennemi. Le 2 juillet, les équipages reçoivent de l'état-major l'ordre de se rendre aux Allemands et de leur livrer les ouvrages intacts. Ils opèrent quand même quelques sabotages de leurs installations. Soubrier demande l'autorisation de se replier avant l'arrivée des Allemands à son supérieur hiérarchique, le capitaine Faucoulanche, qui résidait dans l'ouvrage de l'Annexe Sud de Coume ; celui-ci refuse formellement. Quatre ou cinq hommes transgressent les ordres et parviennent à franchir les lignes ennemies. Les Allemands se présentent le 3 au soir. Le 4 juillet au matin, les Français sont autorisés à défiler devant eux avant de se constituer prisonniers. Ils sont transférés en Allemagne à marche forcée. Arrivés à Sarrelouis, les officiers sont séparés des soldats et des sous-officiers, pour être transférés respectivement dans un Oflag ou un Stalag.
Après plusieurs tentatives, Soubrier parviendra à s'évader de son Oflag de Nienburg/Weser le 6 décembre. Ses camarades passeront cinq années de captivité en Allemagne.